# Linné-Denkmal (Breslau)

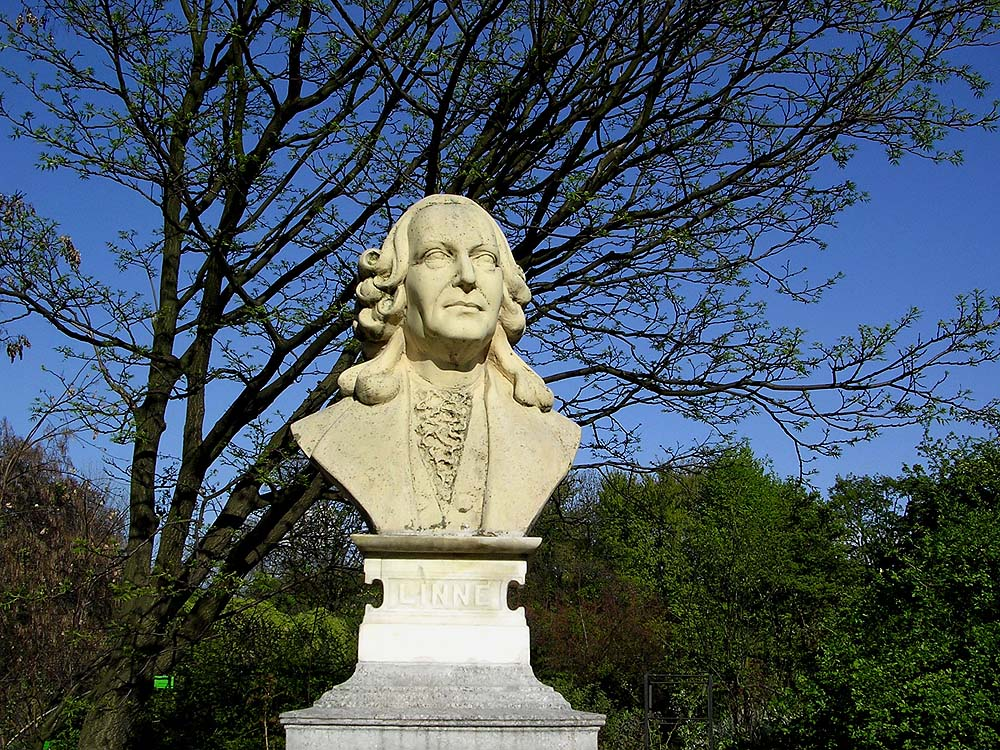
Die Skulptur

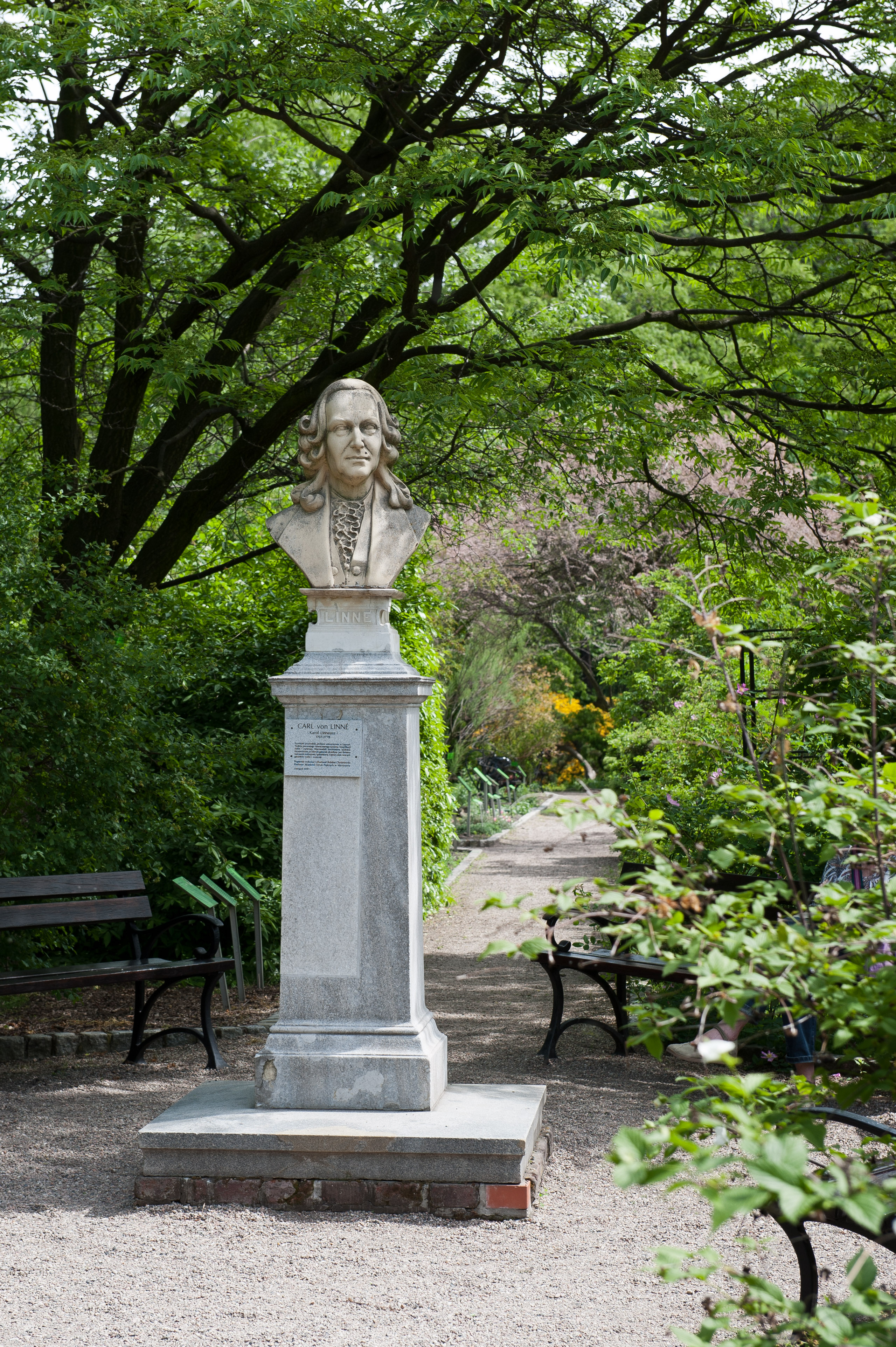
Das Denkmal

Der Linné-Denkmal in Breslau ist ein Denkmal für den schwedischen Botaniker und Naturforscher Carl von Linné (1707–1778) aus dem späten 19. Jahrhundert im Botanischen Garten.

## Geschichte und Beschreibung
Das Denkmal wurde 1871 durch den deutschen Bildhauer Albert Rachner (* 4. Juni 1836 in Obornik, Provinz Posen; † 30. Januar 1900 in Breslau) aus Sandstein geschaffen und war eine Stiftung von Moritz Wesel. Das Denkmal wurde am 23. Mai 1871 im Botanischen Garten enthüllt. Das Denkmal besteht aus einer etwas überlebensgroßen Büste auf einer hohen Säule. Insgesamt hat das Denkmal eine Höhe von etwa zwei Metern. In die Säule ist die Inschrift „Linné“ eingemeißelt.
Im Zweiten Weltkrieg erlitt das Denkmal leichte Beschädigungen. Nach dem Krieg wurde eine Tafel mit einer Beschreibung auf Polnisch an der Säule angebracht. Das Original des Denkmals von 1871 wurde 2001 aus konservatorischen Gründen in einen Innenraum umgesetzt und durch eine Kopie von Bohdan Chmielewski ersetzt.